# Maggie Gyllenhaal
Margalit Ruth (Maggie) Gyllenhaal (New York, 16 november 1977) is een Amerikaanse actrice. Ze werd in 2010 genomineerd voor een Oscar voor haar bijrol in Crazy Heart en won in 2015 een Golden Globe voor haar hoofdrol in The Honourable Woman. Gyllenhaal won ook onder andere een National Board of Review Award voor beste doorbraak (in Secretary) en een People's Choice Award samen met alle acteurs van The Dark Knight. Tussen 2017 en 2019 was ze te zien in de HBO-serie The Deuce waar ze ook de producer voor is.

## Biografie
Gyllenhaal is de oudste dochter van regisseur Stephen Gyllenhaal en Naomie Foner. Tijdens haar filmdebuut in Waterland werd ze geregisseerd door haar vader, evenals in haar vijf volgende films A Dangerous Woman, Shattered Mind, The Patron Saint of Liars, Homegrown en Resurrection. Gyllenhaal is de oudere zus van acteur Jake Gyllenhaal, met wie ze in de film Donnie Darko daadwerkelijk broer en zus speelt. Ze trouwde in mei 2009 met acteur Peter Sarsgaard. Samen met hem had ze op dat moment al een dochtertje dat in 2006 geboren werd. In 2012 kregen ze een tweede dochter.
Haar broer Jake en Peter Sarsgaard, haar (toen nog toekomstige) man, speelden samen in de films Jarhead en Rendition.

## Filmografie
- Waterland (1992)
- A Dangerous Woman (1993)
- Shattered Mind (1996, televisie)

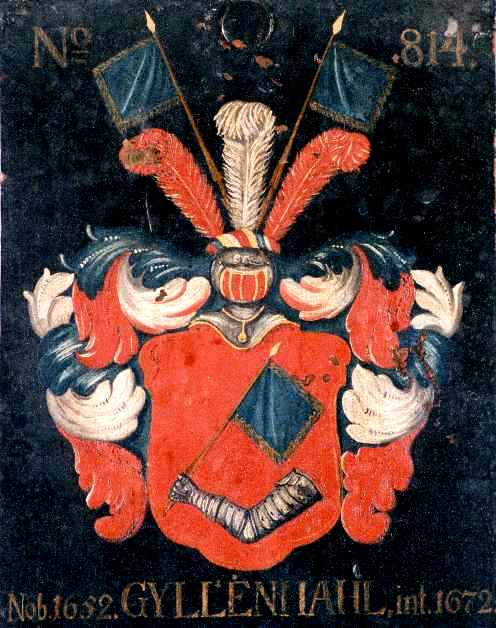
Blazoen van de familie Gyllenhaal

- The Patron Saint of Liars (1998, televisie)
- Homegrown (1998)
- Resurrection (1999, televisie)
- Shake, Rattle and Roll: An American Love Story (1999, televisie)
- The Photographer (2000)
- Cecil B. DeMented (2000)
- Donnie Darko (2001)
- Riding in Cars with Boys (2001)
- Secretary (2002)
- 40 Days and 40 Nights (2002)
- Adaptation. (2002)
- Confessions of a Dangerous Mind (2002)
- Casa de los babys (2003)
- Mona Lisa Smile (2003)
- Strip Search (2004, televisie)
- The Pornographer: A Love Story (2004)
- Criminal (2004)
- Happy Endings (2005)
- The Great New Wonderful (2005)
- Trust the Man (2005)
- Paris, je t'aime (2006)
- SherryBaby (2006)
- Monster House (2006)
- Stranger than Fiction (2006)
- World Trade Center (2006)
- High Falls (2007)
- The Dark Knight (2008)
- Away We Go (2009)
- Crazy Heart (2009)
- Nanny McPhee and the Big Bang (2010)
- Hysteria (2011)
- Won't Back Down (2012)
- White House Down (2013)
- Frank (2014)
- River of Fundament (2014)
- The Kindergarten Teacher (2018)
- Best Summer Ever (2020)
- The Lost Daughter (2021), als regisseur

## Televisie
- The Honourable Woman (2014)
- The Deuce (2017 - 2019)

- Bibsys: 5019723
- Biblioteca Nacional de España: XX1539886
- Bibliothèque nationale de France: cb15033680b (data)
- Catàleg d'autoritats de noms i títols de Catalunya: 981058515410906706
- Gemeinsame Normdatei: 136692605
- International Standard Name Identifier: 0000 0001 1449 6754
- Library of Congress Control Number: no2003039022
- MusicBrainz: ce2ef67a-1c9b-4536-882c-1e49b250afa8
- Nationale Bibliotheek van Tsjechië: xx0089085
- Nationale bibliotheek van Australië: 41328635
- Nationale Bibliotheek van Israël: 987007445359705171
- Nationale Bibliotheek van Polen: a0000001883100
- Nederlandse Thesaurus van Auteursnamen: 266602878
- Système universitaire de documentation: 098629956
- Trove: 1454154
- Virtual International Authority File: 80994471
- WorldCat: E39PBJm4MGMJQ4CXYDpYcY4Qbd